# Ferand Ernő
Ferand Ernő (Freund Ernő; Ferand Ernest Thomas; Ferand Ernst Thomas) (Budapest, 1887. március 5. – Bázel, 1972. május 29.) magyar zenetörténész, egyetemi tanár.

## Életpályája
Freund Miksa ügyvéd és és Kohn Gizella fiaként született zsidó családban. Középiskolai tanulmányait a Budapesti Evangélikus Főgimnáziumban végezte. 1904-től a Királyi József Műegyetemen tanult. 1907–1911 között a budapesti Zeneakadémia hallgatója volt. 1913–1914-ben Dresden-Hellerau-ban tanult tovább. Ezután Genfben tanult. Budapesten zenepszichológiát tanult. 1925–1938 között az ausztriai Dalcroze Schule Hellerau-Laxenburgban tanított. 1935–1938 között a Dalcroze (Laxenburg-Hellerau) mozdulatművészeti iskola tanára és igazgatója volt. 1937-ben doktorált. Az Anschluss után (1938) elmenekült Európából, és az Egyesült Államokban talált menedéket. 1939–1965 között a New School for Social Research (New York) munkatársa volt. 1958–1959-ben vendégtanár volt Kölnben és Frankfurtban. 1962–1963-ban a Bázeli Egyetemen oktatott.
Kutatási területe a zenei improvizáció története és gyakorlata, a zene és a mozgás közti összefüggések kutatása.

## Fordítás
- Ez a szócikk részben vagy egészben  az   Ernst Ferand című angol Wikipédia-szócikk ezen változatának fordításán alapul.  Az eredeti cikk szerkesztőit annak laptörténete sorolja fel. Ez a jelzés csupán a megfogalmazás eredetét és a szerzői jogokat jelzi, nem szolgál a cikkben szereplő információk forrásmegjelöléseként.
- Ez a szócikk részben vagy egészben  az   Ernest Thomas Ferand című német Wikipédia-szócikk ezen változatának fordításán alapul.  Az eredeti cikk szerkesztőit annak laptörténete sorolja fel. Ez a jelzés csupán a megfogalmazás eredetét és a szerzői jogokat jelzi, nem szolgál a cikkben szereplő információk forrásmegjelöléseként.